# プリンスィズ諸島
プリンスィズ諸島（英語: Princes' Islands、トルコ語: Prens Adaları、ギリシア語: Πριγκηπόννησα）は、トルコ北西部、マルマラ海の北東に浮かぶ9つの島々からなる島嶼群。イスタンブール市街地の南東約20kmの海域にあり、群島全体でイスタンブール県アダラル郡（諸島郡、区とも訳す）を構成する。トルコでは単にアダラル（Adalar;「諸島」）、もしくはイスタンブール諸島（İstanbul Adaları）やクズル諸島（Kızıl Adalar）などとも呼ばれる。ヨーロッパ世界で一般的な「王子の島々」の呼称はギリシャ語名に由来し、ビザンツ帝国時代に島々が王族の流刑地だったことにちなむ。
トルコ近代化以来の歴史的保養地であり、観光業のほか小規模な農牧漁業が営まれている。人口は2018年現在、16,119人が登録されているが、観光業の特性上、季節的な人口変動が著しい。

## 地理
諸島は以下の9つの島から構成される。
| 島名         | 現地表記     | 面積（km2） | 人口（2018年） | 座標                                                              |
| ------------ | ------------ | ----------- | -------------- | ----------------------------------------------------------------- |
| ビュユック島 | Büyükada     | 5.46        | 8,371          | 北緯40度51分28秒 東経29度07分12秒 / 北緯40.85778度 東経29.12000度 |
| ヘイベリ島   | Heybeliada   | 2.4         | 4,524          | 北緯40度52分40秒 東経29度05分30秒 / 北緯40.87778度 東経29.09167度 |
| ブルガズ島   | Burgazada    | 1.5         | 1,449          | 北緯40度52分47秒 東経29度03分42秒 / 北緯40.87972度 東経29.06167度 |
| クナル島     | Kınalıada    | 1.3         | 1,775          | 北緯40度54分47秒 東経29度03分00秒 / 北緯40.91306度 東経29.05000度 |
| セデフ島     | Sedef Adası  | 0.157       | -              | 北緯40度51分00秒 東経29度08分40秒 / 北緯40.85000度 東経29.14444度 |
| ヤッス島     | Yassıada     | 0.05        | -              | 北緯40度51分52秒 東経28度59分36秒 / 北緯40.86444度 東経28.99333度 |
| スィヴリ島   | Sivriada     | 0.05        | -              | 北緯40度52分31秒 東経28度58分17秒 / 北緯40.87528度 東経28.97139度 |
| カシュク島   | Kaşık Adası  | 0.006       | -              | 北緯40度53分03秒 東経29度04分38秒 / 北緯40.88417度 東経29.07722度 |
| タヴシャン島 | Tavşan Adası | 0.004       | -              | 北緯40度49分10秒 東経29度06分45秒 / 北緯40.81944度 東経29.11250度 |

クズル諸島の地図

9つの島々のうち、クナル島・ブルガズ島・ヘイベリ島・ビュユック島・セデフ島の5島は上陸可能な有人島である。郡都はビュユック島に置かれている。ヤッスィ島・スィヴリ島・タヴシャン島の3島には住民がなく、またカシュク島は私有地であり外部者は入島できない。農牧漁業と観光業が産業基盤であるが、元々別荘地であったため大規模な農地開拓などは行われておらず、小規模な菜園や花園が主体である。歴史ある別荘地として美しい家並み・並木道を残し、松林の沿岸部が遊山客や海水浴客を集める。
渡島手段は海路に限られる。スィルケジやカドゥキョイ港、アダラル郡の対岸に位置するボスタンジュ港などから渡航できる。環境保全のため、諸島内では自動車の利用が禁じられており、交通手段は馬車が中心である。ビュユック島などいくつかの島々には海上バスも運航している。

## 歴史
古くはヘイベリ島の銅鉱山が知られていた。ビザンツ帝国の時代には島々に多くの修道院が設立され、比較的孤立した地勢と首都コンスタンティノープルからの近さから、島々に作られた修道院が幽閉所として利用され、追放された王族や名士の流刑地となった。ビザンツ時代の遺構としては、842年にテオフィロス帝の皇妃テオドラが建てたと伝えられるブルガズ島の聖ヨハネ教会や、14世紀に遡るヘイベリ島の聖母マリア教会がある。
1453年、オスマン帝国のスルタン、メフメト2世がコンスタンティノープル攻略に先立ってこの島々を征服した。地中海性気候の土地に見られる赤い表土にちなんでクズル・アダラル（赤い島々）と呼ばれるようになった。オスマン朝では島々は大部分が放置され、ギリシア人・アルメニア人・ユダヤ人などの逃避地となった。19世紀に入るとタンズィマートを機に別荘地としての開発が始まり、フランス人、のちトルコ人の富裕層が進出した。自治体が置かれたのは1861年のことである。

## 各島の概要

### ビュユック島

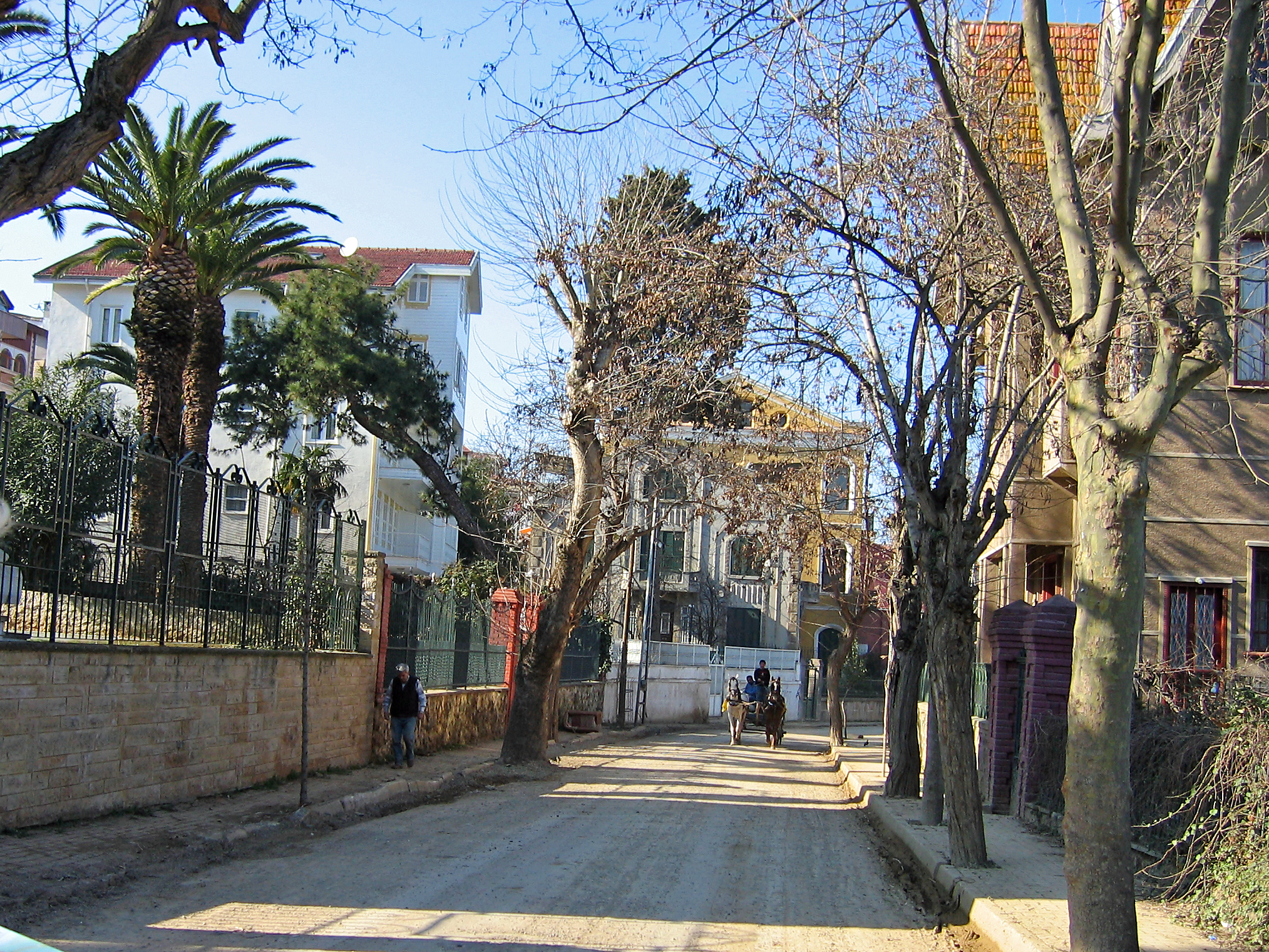
ビュユック島の街路

名称は「大きな島」の意。本土との最短距離は2～3km。ローマ帝国からビザンツ帝国の時代には教会や修道院が多数建てられ、貴族階級の流刑地として利用された。ギリシャ語ではプリンキポ島（Πρίγκηπο;「王子の島」）の名で呼ばれ、ギリシャ系住民が農漁業を営む島であったが、オスマン帝国時代、19世紀半ばにイスタンブールとの間に汽船が開通して以降、別荘地として開発された。1920年代にはベラルーシからの移民が一部入植した。1929年にソ連を追放されたトロツキーが数年間滞在し、『ロシア革命史』の執筆活動を行ったことでも知られる。
集落は島の北部に集中しており、役所も北東部のマデン地区にある。豊かな自然のほか、ビザンツ帝国時代の遺跡見学や海水浴・保養を目的とした観光客が国内外から訪れ、夏場の人口は冬場の10倍になる。1964年まで営まれていたプリンキポ島ギリシャ正教会孤児院はヨーロッパ最大、世界でも東大寺大仏殿に次ぐ規模の木造建築として知られる。

### ヘイベリ島

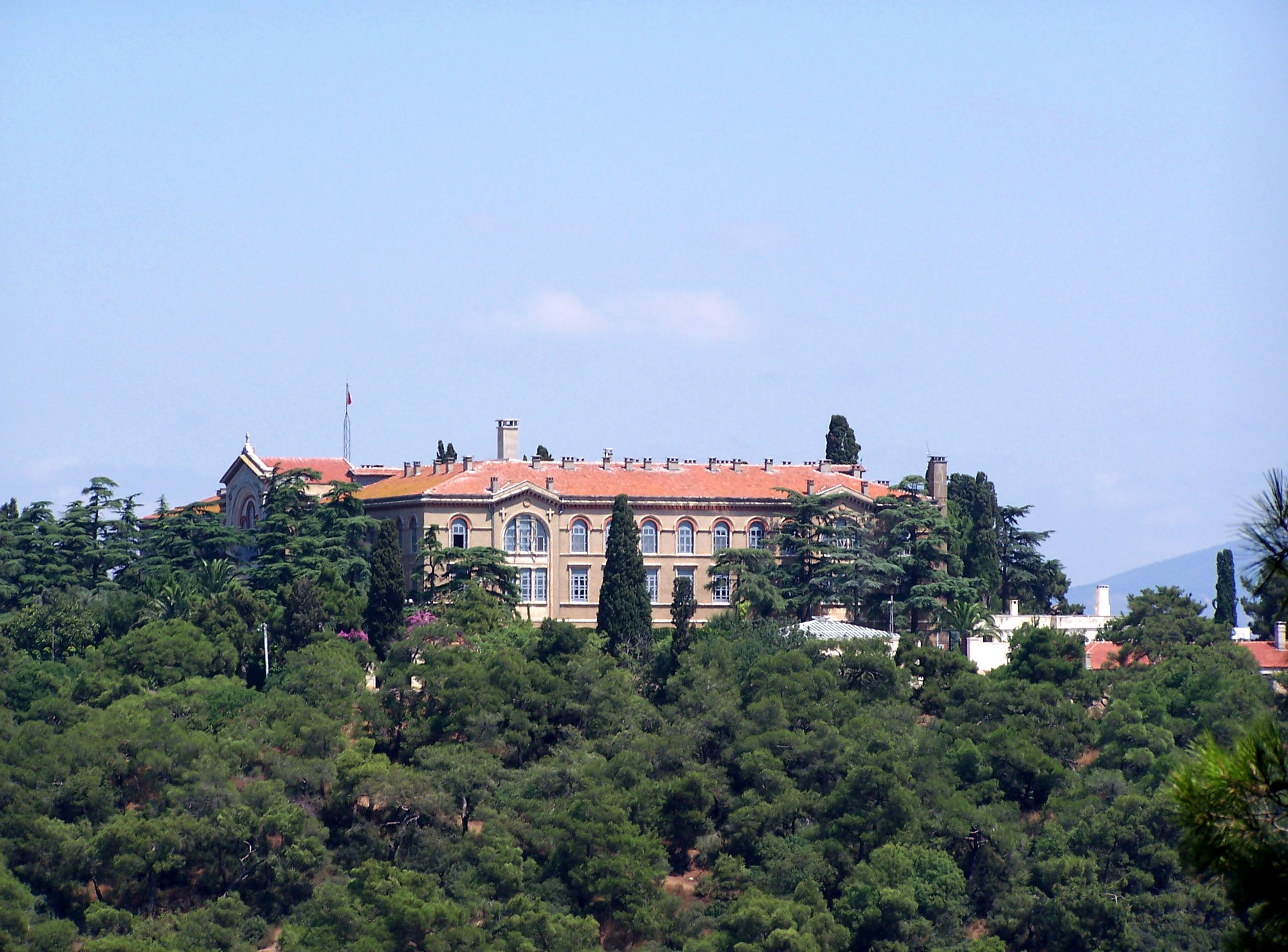
ハルキ神学校

諸島の中央に位置する、東西2.7km、南北1.2kmの2番目に大きな島。標高は136m。ヘイベリは「サドルバック（鞍のようにくぼんだ動物の背）」を意味する。ギリシャ語の呼称はハルキ島（Χάλκη）で、これは「銅」を意味する χαλκός に因んでいる。古典古代には銅鉱山があったことで知られていた。
島の北部の丘の上、ビザンツ帝国時代の聖三位一体修道院の跡地には、東方正教会のコンスタンティノープル総主教区における重要な神学校であったハルキ神学校がある。この学校は1844年10月1日に設立され、トルコ議会が私立の高等教育機関を禁止する法律を制定した1971年まで存続した。学校の敷地は修道院が維持しており、学校の再開に向けた国際的な取り組みがなされている。
トルコ海軍の海軍学校が置かれている。海軍の小型艦、TCGヘイベリアダの艦名はこの島に由来している。

### ブルガズ島

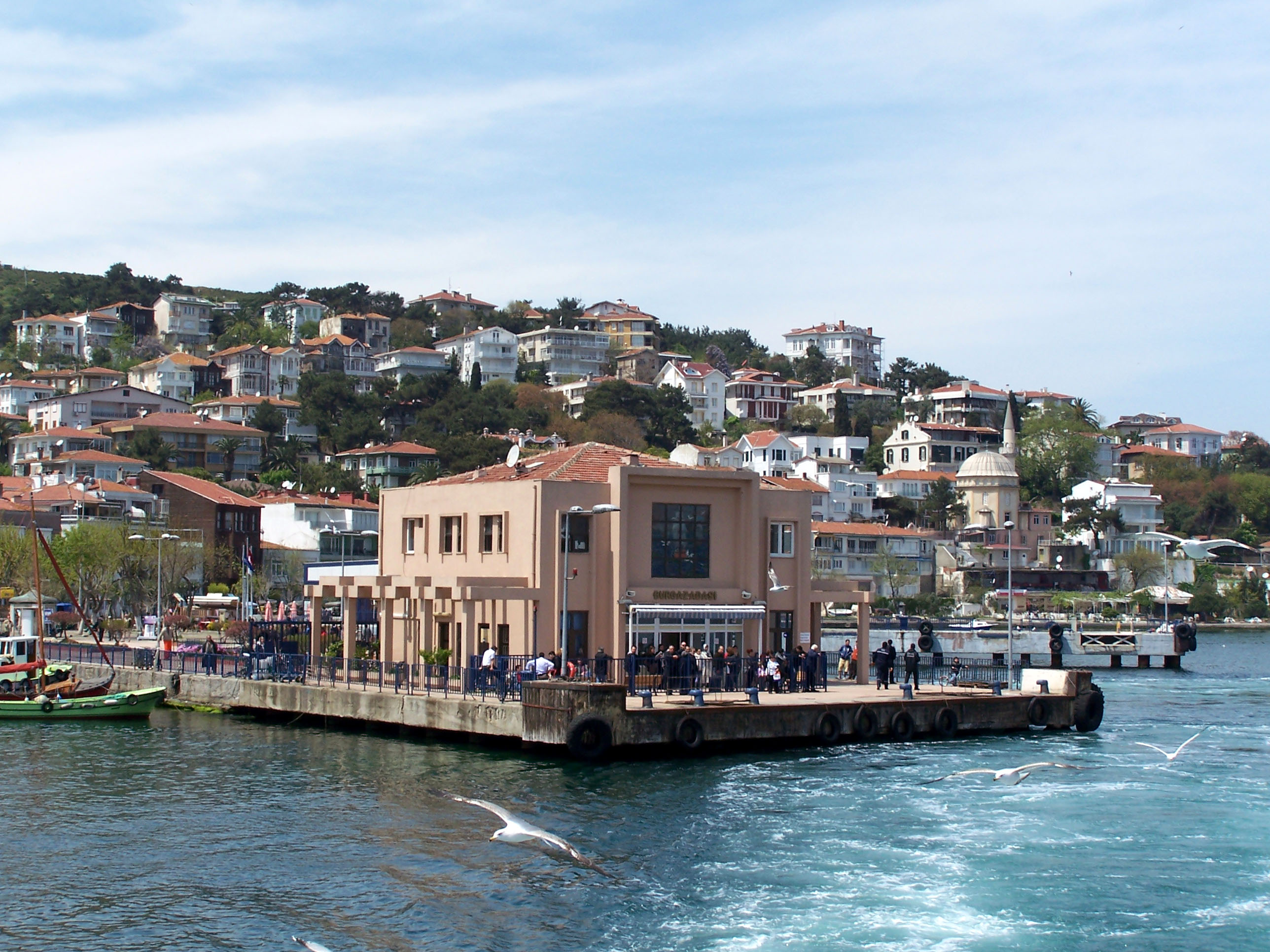
ブルガズ島フェリーターミナル

東西約2kmの丸い島で、諸島で3番目に大きい。マケドニア王デメトリオス1世はこの島に砦を建設し、父アンティゴノス1世の名前にちなんでアンティゴニ島と名付けた。島名の Burgaz はギリシャ語の Πύργος（砦）に由来している。比較的家賃が高価なことから、富裕層の避暑地として好まれている。トルコのマーク・トウェインと形容される作家サイト・ファーイクゆかりの地で、彼に関する博物館がある。2003年10月の火災により深刻な森林焼失を被った。

### セデフ島

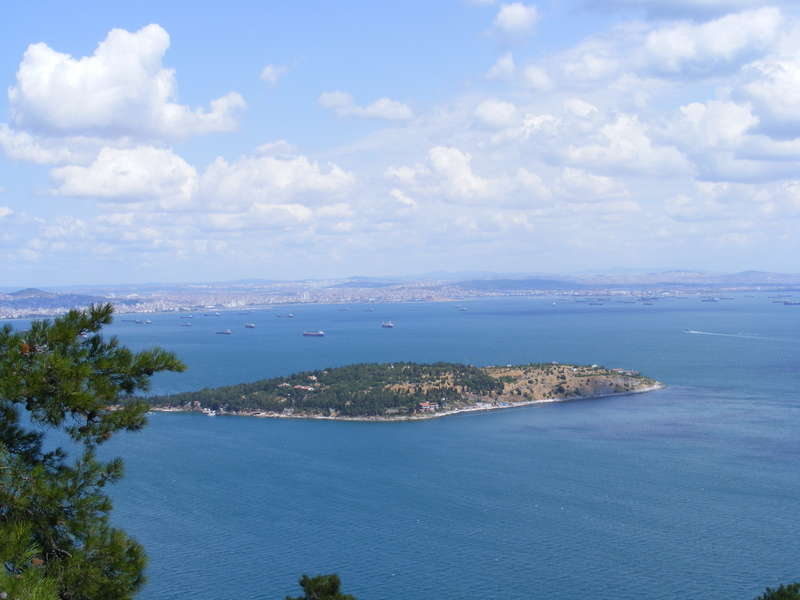
セデフ島

ビュユック島の東1.1kmに位置する有人島。テレビンノキが生えていたことから古代にはテレビントス島（Τερέβινθος）と呼ばれた。19世紀に私有地化したがその後荒廃し、第1次大戦では木々が伐採された。1950年代に開発が始まり有人化、南岸に海水浴場が開かれている。

### クナル島

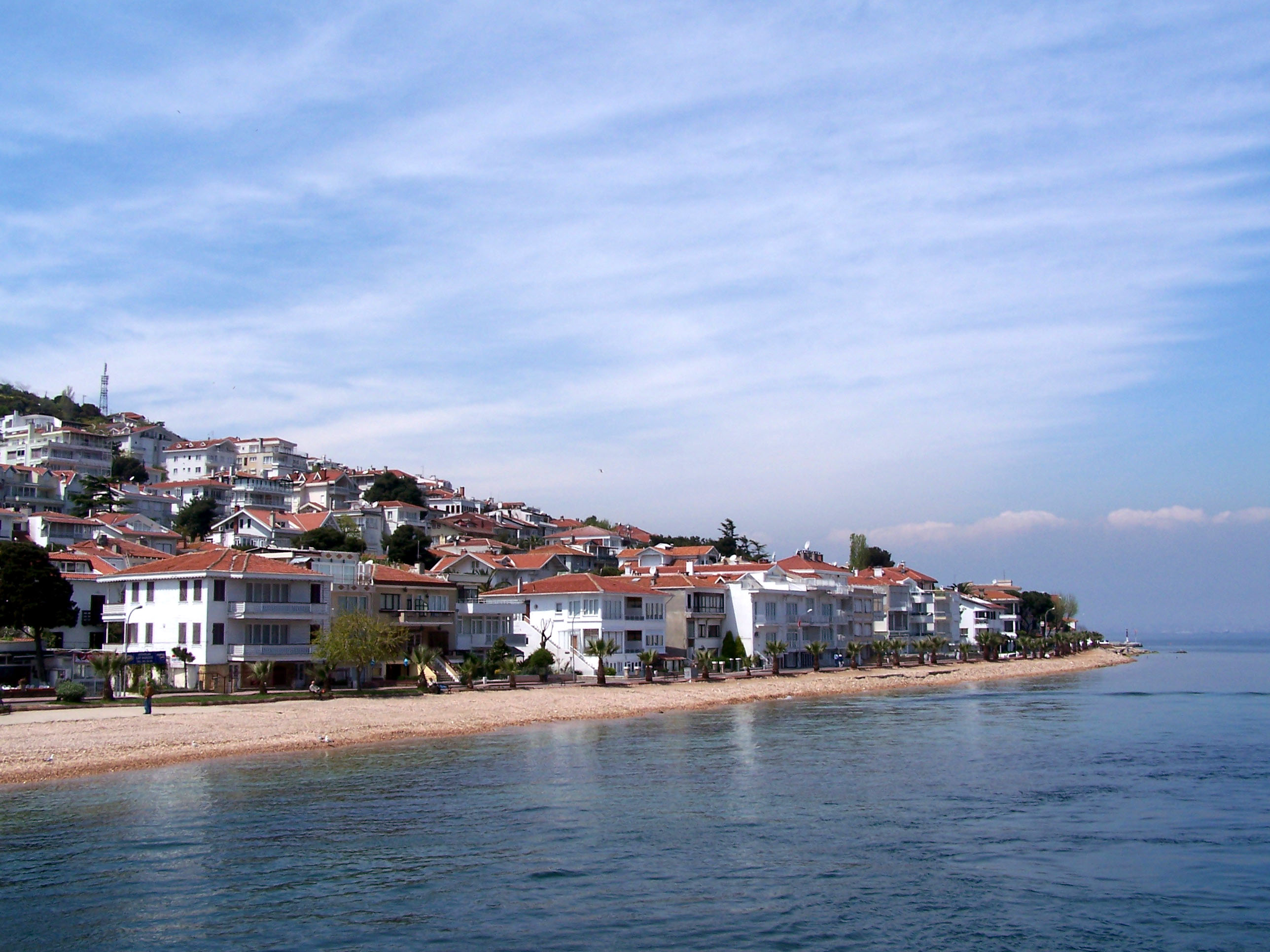
クナル島

諸島の最北部に位置する、鉄・銅を含む赤みがかった土質の島で、クナルは「ヘンナ（西アジア一帯で用いられる褐色の染料）」を意味している。ギリシャ語ではプロティ島（Πρώτη; 「最初の」）。銅の採鉱と採石のほか、イスタンブールから近接しているために流刑地としても最もよく利用された。有名な流刑者はマラズギルトの戦い後に廃位されたロマノス4世ディオゲネスである。
オスマン朝時代にはアルメニア系住民の島として知られていた。水や電気が通っておらず他の島に比べて開発が遅れたが、1946年に電気が、1981年に水道が開通し、人口増加に至った。島には1857年創立の諸島で唯一のアルメニア教会も所在する。

### ヤッス島
諸島の南西部、面積0.1km2ほどの小島。北西にあるシヴリ島に対して平坦な地形から、ビザンツ時代にはプラティ島（Πλάτη）、今日ではヤッス島の名で呼ばれている（いずれも「平らな島」の意）。1859年に英国大使ヘンリー・ブルワーが買収し、ついでイスマーイール・パシャの所有を経て、1947年にはトルコ海軍の訓練施設に供された。1960年の軍事クーデターで失脚した首相アドナン・メンデレス以下、旧民主党幹部の裁判がこの地で行われ、1961年9月にメンデレスと元経済相・外相の3人が絞首刑に処された。海軍学校は1978年に島外に移転し、その施設は1993年以降、イスタンブール大学水産学部の管理下に置かれている。

### スィヴリ島
諸島の最西部、ビュユック島から10.5kmの距離に位置する小さな無人島。島名は「尖った島」の意。古くはオクシア島（Οξειά;「ブナの島」）と呼ばれ、流刑地や隠遁地、採石場として利用された。ビザンツ帝国時代の教会や修道院の遺跡も所在する。1911年にはイスタンブール市内の野犬を閉じ込めて飢え死にさせた悲話が残っている。1960年代に埠頭建設に向けて採石が行われたが、開発されずに今日に至っている。

### カシュク島
名称は「匙」に由来する。長らく私有の島で、その後旅行会社に売却されたが、環境破壊への懸念から政府が1989年に開発事業を凍結し現在に至る。一般開放されておらず、上陸はできない。

### タヴシャン島
諸島の最南端、イスタンブールから最も遠くに位置する島。植生の乏しい岩がちな島で、40mの標高がある。タヴシャンは「ウサギ」の意で、ウサギが棲息している。